# Medina, León
Medina är en ort i Mexiko.   Den ligger i kommunen León och delstaten Guanajuato, i den centrala delen av landet, 300 km nordväst om huvudstaden Mexico City. Medina ligger 1 844 meter över havet och antalet invånare är 16 166.
Terrängen runt Medina är kuperad åt nordost, men åt sydväst är den platt. Runt Medina är det mycket tätbefolkat, med 1 313 invånare per kvadratkilometer. Närmaste större samhälle är León de los Aldama, 5,8 km väster om Medina. Trakten runt Medina består till största delen av jordbruksmark.